# Dekanat Jesionik
Dekanat Jeseník – jeden z 11 dekanatów tworzących diecezję ostrawsko-opawską Kościoła łacińskiego w Czechach. Obszar obecnego dekanatu podlegał pierwotnie diecezji wrocławskiej, a na tutejszym zamku wrocławscy biskupi urządzili letnią rezydencję. Po wojnach śląskich dla części biskupiego księstwa nyskiego pozostałej przy Habsburgach utworzono w 1746 specjalny komisariat biskupi, który wraz z komisariatem cieszyńskim utworzył w 1770 Wikariat generalny diecezji wrocławskiej. Na obszar komisariatu nyskiego składały się wówczas 4 dekanaty: Frývaldov, Jánský Vrch, Vidnava i Cukmantl. Po 1920 obszar ten pozostał podległy diecezji wrocławskiej, lecz w 1978 stał się częścią archidiecezji ołomunieckiej. W 1996 powstała diecezja ostrawsko-opawska, do której odtąd należy dekanat Jeseník. Obecnie obejmuje 25 parafii. Obowiązki dziekana pełni (2011) ks. Miroslav Kadlec, proboszcz parafii w Mikulovicach.
Na terenie dekanatu znajdują się następujące parafie:
- Bernartice: Parafia Świętych Piotra i Pawła
- Bílá Voda: Parafia Nawiedzenia Panny Marii
- Bílý Potok: Parafia św. Wawrzyńca
- Černá Voda: Parafia Panny Marii
- Česká Ves: Parafia św. Józefa
- Dolní Domašov: Parafia św. Tomasza
- Horní Domašov: Parafia św. Jana Chrzciciela
- Javorník ve Slezsku: Parafia Najświętszej Trójcy
- Jeseník: Parafia Wniebowzięcia Panny Marii
- Kobylá nad Vidnavkou: Parafia św. Joachima
- Lipová-lázně: Parafia św. Wacława
- Mikulovice: Parafia św. Mikołaja
- Ondřejovice: Parafia św. Marcina
- Písečná: Parafia św. Jana Chrzciciela
- Skorošice: Parafia św. Marcina
- Stará Červená Voda: Parafia Bożego Ciała
- Supíkovice: Parafia św. Jadwigi
- Široký Brod: Parafia Podwyższenia Krzyża Świętego
- Travná: Parafia Niepokalanej Panny Marii
- Uhelná: Parafia św. Katarzyny
- Vápenná: Parafia św. Filipa
- Velké Kunětice: Parafia Panny Marii Śnieżnej
- Vidnava: Parafia św. Katarzyny Aleksandryjskiej
- Vlčice: Parafia św. Bartłomieja
- Zálesí: Parafia św. Barbary
- Zlaté Hory: Parafia Panny Marii
- Žulová: Parafia św. Józefa